# Феськівка
Феськівка — село в Україні, у Менській міській громаді Корюківського району Чернігівської області. Населення становить 1241 осіб. До 2016 орган місцевого самоврядування — Феськівська сільська рада.

## Історія
У селі народився відомий літературний перекладач, один із лідерів українського руху опору 1970-тих  Григорій Кочур.
12 червня 2020 року, відповідно до розпорядження Кабінету Міністрів України № 730-р «Про визначення адміністративних центрів та затвердження територій територіальних громад Чернігівської області», увійшло до складу Менської міської громади.
19 липня 2020 року, в результаті адміністративно-територіальної реформи та ліквідації Менського району, село увійшло до складу Корюківського району.

### Уродженці села
- Бушак Станіслав Михайлович (нар. 1956) — український мистецтвознавець.
- Кочур Григорій Порфирович (1908—1994) — літературний перекладач, один із лідерів українського руху опору 1970-х[2];
- Мордашко Петро Анатолійович (1966—1986) — працював трактористом у колгоспі. Загинув під час війни в Афганістані[5];
- Роговий Юрій Федорович (1979—2022) — учасник російсько-української війни[6].